# Kazimierz Goncerzewicz
Kazimierz Antoni Goncerzewicz (ur. 1852, zm. 1931) – szewc, działacz Towarzystwa Gimnastycznego „Sokół” w Bydgoszczy i Grudziądzu, senior Sokolstwa Dzielnicy Pomorskiej, współzałożyciel Towarzystwo Śpiewu "Halka" w Bydgoszczy.

## Życiorys
Urodził się 26 lutego 1852 r. w Dobrczu, w powiecie bydgoskim. Był synem Antoniego i Marianny z Wyrwickich. Nauczył się rzemiosła szewskiego. Po odbyciu praktyki czeladniczej w Toruniu i Grudziądzu, zamieszkał w 1875 r. w Bydgoszczy. Po kilku latach, już jako mistrz szewski, założył warsztat i skład wykwintnego obuwia przy ul. Jezuickiej 7. 
Wzorem wielu innych polskich rzemieślników włączył się w działalność narodową bydgoskich Polaków. Był członkiem bydgoskiego Towarzystwa Przemysłowego, a w 1886 r. współorganizatorem i członkiem założycielem bydgoskiego gniazda „Sokoła”. W 1889 r. wybrano go prezesem gniazda bydgoskiego. Pozyskał nowych członków towarzystwa i przeniósł jego siedzibę do budynku przy ul. Śniadeckich. W 1883 r. należał do współzałożycieli Towarzystwa Śpiewu „Halka” i został jego honorowym członkiem.
W 1896 r. zorganizował w Bydgoszczy zlot okręgowy Sokolstwa polskiego, po czym szykanowany przez władze pruskie i towarzystwa niemieckie był zmuszony przeprowadzić się do Grudziądza. Jego imię w tym okresie stało się symbolem walki o polskość miasta, czemu dano wyraz nazywając go „Kilińskim Bydgoszczy”. Pisał wiersze; był autorem słów do marszu „Sokołów wielkopolskich”.
Odtąd działał w Sokolstwie pomorskim. Zakładał gniazda tej organizacji, m.in. w Grudziądzu i Wąbrzeźnie. W końcu 1918 r. wszedł w skład Polskiej Rady Ludowej w Grudziądzu. Zmarł 3 października 1931 r. w Grudziądzu. Został pochowany na miejscowym cmentarzu parafialnym.

### Rodzina
Kazimierz Goncerzewicz był żonaty z Teresą Schulz, z którą wychował dwanaścioro dzieci. Ośmioro z nich grało i śpiewało w chórach bydgoskich i pomorskich.